# Lijst van rijksmonumenten in Langweer
De plaats Langweer (Langwar) telt 15 inschrijvingen in het rijksmonumentenregister, hieronder een overzicht. 
| Object | Oorspronkelijke functie?  | Bouwjaar          | Architect            | Locatie              | Coördinaten?                  | Nr.?  | Afbeelding |
| --- | ------------------------- | ----------------- | -------------------- | -------------------- | ----------------------------- | ----- | --- |
| Voorm. rechthuis van Doniawerstal | Gerechtsgebouw            | 1850-1900         |                      | Buorren 1            | 52° 57' 30" NB, 5° 43' 18" OL | 13230 | Meer afbeeldingen |
| Vrij breed pand onder zadeldak tegen topgevel met vlechtingen langs de zijden en met op twee smalle kozijnen na een gesloten geveltop | Woonhuis                  | 1766              |                      | Buorren 31           | 52° 57' 33" NB, 5° 43' 25" OL | 13231 | Meer afbeeldingen |
| Pand zonder verdieping onder voor afgeschuind zadeldak met dakkapel en topschoorsteen met bord                                        | Werk-woonhuis             | 19e eeuw          |                      | Buorren 26           | 52° 57' 32" NB, 5° 43' 26" OL | 13232 | Meer afbeeldingen |
| Pand zonder verdieping onder voor afgeschuind zadeldak met houten dakkapel                                                            | Woonhuis                  | 19e eeuw          |                      | Buorren 28           | 52° 57' 32" NB, 5° 43' 26" OL | 13233 | Meer afbeeldingen |
| Pand zonder verdieping onder dwars zadeldak tussen zijtopgevels met vlechtingen                                                       | Werk-woonhuis             | 19e eeuw          |                      | Buorren 30           | 52° 57' 32" NB, 5° 43' 26" OL | 13234 | Meer afbeeldingen |
| Pand zonder verdieping met voorgevel onder dwars zadeldak tussen zijtopgevels met versierde dakkapel en forse schoorsteen met bord    | Woonhuis                  | 19e eeuw          |                      | Buorren 32           | 52° 57' 32" NB, 5° 43' 27" OL | 13235 | Pand zonder verdieping met voorgevel onder dwars zadeldak tussen zijtopgevels met versierde dakkapel en forse schoorsteen met bord |
| Pand zonder verdieping onder schilddak met hoekschoorstenen waarvan een met versierd bord                                             | Woonhuis                  |                   |                      | Buorren 38           | 52° 57' 33" NB, 5° 43' 28" OL | 13236 | Pand zonder verdieping onder schilddak met hoekschoorstenen waarvan een met versierd bord                                          |
| Eenvoudig pand zonder verdieping onder zadeldak met voorschild en grote dakkapel met bloklijst en pilasters                           | Woonhuis                  |                   |                      | Buorren 46           | 52° 57' 33" NB, 5° 43' 30" OL | 13237 | Eenvoudig pand zonder verdieping onder zadeldak met voorschild en grote dakkapel met bloklijst en pilasters                        |
| Hervormde kerk en toren | Kerk en kerkonderdeel     | 1777 1923 (rest.) | G.J. Veenstra (1923) | Oasingaleane 9       | 52° 57' 27" NB, 5° 43' 18" OL | 13238 | Meer afbeeldingen |
| Grafzerk in de tuin van de pastorie, afkomstig uit de kerk                                                                            | Vanwege onderdelen kerk   | 1625              |                      | bij Oasingaleane 11  | 52° 57' 28" NB, 5° 43' 16" OL | 13239 | Upload foto |
| Raadhuis (Osinga State) | Overheidsgebouw           | 1939-'40          |                      | Oasingaleane 17      | 52° 57' 30" NB, 5° 43' 16" OL | 13240 | Meer afbeeldingen |
| Sweachmermolen | Industrie- en poldermolen | 1782              |                      | Boarnsweachsterdyk 3 | 52° 57' 37" NB, 5° 43' 56" OL | 13241 | Meer afbeeldingen |
| Oorspronkelijk vijfkamerwoninkje onder zadeldak (vormt een geheel met de nrs. 3 en 5)                                                 | Woonhuis                  | 19e eeuw          |                      | Weversstreek 1       | 52° 57' 34" NB, 5° 43' 28" OL | 13242 | Meer afbeeldingen |
| Oorspronkelijk vijfkamerwoninkje onder zadeldak (vormt een geheel met de nrs. 1 en 5)                                                 | Woonhuis                  | 19e eeuw          |                      | Weversstreek 3       | 52° 57' 34" NB, 5° 43' 28" OL | 13243 | Meer afbeeldingen |
| Oorspronkelijk vijfkamerwoninkje onder zadeldak (vormt een geheel met de nrs. 1 en 3)                                                 | Woonhuis                  | 19e eeuw          |                      | Weversstreek 5       | 52° 57' 34" NB, 5° 43' 27" OL | 13244 | Meer afbeeldingen |